# Морпех-один (Родина)
«Морпех-один» (англ. «Marine One») — финальный эпизод первого сезона телесериала «Родина». Премьера состоялась на канале Showtime 18 декабря 2011 года. Расширенный 85-минутный эпизод показывает кульминацию террористического заговора Абу Назира на саммите вице-президента, в то время как нисходящая спираль Кэрри Мэтисон продолжается.
Финал сезона был высоко оценён критиками и с 1.71 миллионом зрителей стал самым высоко-рейтинговым финалом, когда-либо показанным дебютирующим сериалом на Showtime.

## Сюжет

### День первый
Николас Броуди (Дэмиэн Льюис) записывает себя на видеоплёнку, объясняя свои будущие действия, как атаку против внутренней угрозы — а именно вице-президента Уолдена (Джейми Шеридан) и его советников, которых Броуди винит в смерти 82 детей во время дронной атаки в Ираке. Он оставляет карту памяти камеры на высадке. Между тем, подавленную Кэрри Мэтисон (Клэр Дэйнс) навещает Сол Беренсон (Мэнди Патинкин). Кэрри умоляет Сола продолжить её расследование по делу Абу Назира (Навид Негабан). Она также вслух удивляется, почему Броуди предал её, сдав её, заставляя Сола понять, что Кэрри влюблена в Броуди.
Этой ночью, Том Уокер (Крис Чок) берёт в заложники пожилую женщину и пробирается в её квартиру с видом на Штатовский департамент, который является местом предстоящего политического саммита вице-президента Уолдена. Затем, Уокер устанавливает наблюдательный пункт у окна для своей снайперской атаки. Между тем, в гараже, Броуди обнаруживает Дана (Морган Сэйлор), когда он проводит ритуал мусульманской молитвы. Броуди признаётся Дане, что он принял ислам, пока он был в плену, и просит её держать это в секрете от остальных членов семьи.

### День второй
Сол представляет Дэвиду Эстесу (Дэвид Хэрвуд) сильно отредактированный документ ЦРУ, веря, что это касается дронной атаки против Назира. Эстес отклоняет документ и говорит Солу сосредоточиться на защите вице-президента Уолдена. Броуди одевается для встречи на саммите, скрывая свой взрывающийся пояс под своей формой морпеха. Дане, также знающей о странном поведении своего отца, становится неловко и просит его не ходить. Услышав о саммите по радио, Кэрри признаёт его в качестве возможной цели для Уокера и Назира. Она просит Вёрджила (Дэвид Марчиано) отвезти её туда. На саммите, Кэрри замечает, как прибывает Броуди.
Когда законодателе созывают перед Штатовским департаментом, Уокер открывает огонь. Главный помощник Уолдена, Элизабет Гейнс (Линда Перл), застрелена в спину и убита. Когда Уокер продолжает стрелять по толпе, выжившие VIP-гости спешат в безопасный бункер под Зданием Гарри С. Трумэна. В хаосе, тащат мимо металлодетекторов здания (так как в его поясе шахида содержатся металлические шариковые подшипники, то их бы обнаружили). Он оказывается в бункере вместе с Уолденом, Эстесом и другими высокопоставленными чиновниками.
Снаружи, Кэрри связывается с Солом и говорит ему, что снайперская атака Уокера всего лишь отвлечение от настоящей атаки террориста. Во время разговора Кэрри понимает, что Броуди находится в уединение с Уолденом, и пытается сказать Солу, что устранение вице-президента и других особо важных целей является истинной целью атаки. Тем не менее, Сол считает, что одержимость Кэрри Броуди возрождается. Отклонив её теорию, Сол посылает агентов Секретной службы, чтобы сдержать её. Кэрри понимает, что происходит и сбегает на машине Вёрджила.
Внутри бункера, Броуди приближается к Уолдену и пытается взорвать свой пояс, только обнаружив, что устройство перестало работать вследствие разорванных проводов. Он отступает в туалетную кабинку и работает над починкой пояса. Тем временем, Кэрри прибывает в дом Броуди и обнаруживает Дану, призывая позвонить своему отцу и отговорить его от атаки. Однако, Дана звонит 911 и сообщает о Кэрри в полицию. После того, как Кэрри противостоит Джессика (Морена Баккарин), её арестовывают.
Починив пояс, Броуди готовится войти в бункер и провести атаку. Однако, он получает звонок от Даны, которая рассказывает ему об обвинениях Кэрри, и настаивает на том, чтобы Броуди сказал ей, что он вернётся домой этой ночью. После долгих мучений, Броуди делает обещание и отказывается от возмездия и не взрывает пояс. Когда всё становится ясно, Броуди и другие высокопоставленные лица начинают выходить из бункера.

### День третий
Сол встречается с вице-президентом Уолденом. Он требует рассказать ему историю, стоящую за дронной атакой. В качестве доказательства он указал, что Уолден узаконил пытки, когда был главой ЦРУ. Поскольку Уолден не может позволить, чтобы это было предано огласке, Солу показывают кадры Уолдена и Эстеса, приказывающих провести дронную атаку, которая убила 82 детей, что посчитали приемлемым сопутствующим ущербом в попытках убить Абу Назира.
Кэрри освобождают из-под стражи. Её сестра Мэгги приходит, чтобы забрать ее, но сталкивается с Броуди. Он вновь заявляет Кэрри, что он не террорист, и ругает её за запугивание его семьи и за то, что она продолжает изводить его. Этот разговор является переломным моментом для Кэрри: теперь, когда её жизнь и карьера в руинах, она даже сомневается в своей вменяемости, когда ничего не вышло из её теории о Броуди (она понятия не имела, что она на самом деле остановила атаку). Будучи в бедственном положении, она натыкается на машину своей сестры и просит её, чтобы она отвезла её в больницу.
Этой ночью Броуди идёт, чтобы забрать запись, которую он спрятал, но она пропала. Он идёт домой, берёт свой пистолет и идёт навстречу Уокеру, который не верит в то, что пояс не сработал, и направляет пистолет на Броуди. У Уокера на другом конце телефона Абу Назир, который хочет поговорить с Броуди. Броуди объясняет Назиру, что его пояс не сработал, но это и к лучшему, так как он теперь надёжный союзник человека, который будет следующим президентом, и он будет иметь возможность влиять на него. Назир, кажется, поддаётся, но говорит Броуди, что он должен устранить «козырную карту». Броуди стреляет Уокеру в голову.

### Три дня спустя
Сол врывается в больничную палату Кэрри, где её готовят к электросудорожной терапии (ЭСТ) в надежде вылечить её биполярное расстройство. Сол пытается остановить процедуру, но Кэрри не напугана, чувствуя, что у неё нет выбора, когда её жизнь в руинах. Она отмечает, что краткосрочная потеря памяти является побочным эффектом, но это обычно временно. Сол говорит ей, что она не была права насчёт Броуди, но права насчёт Назира; Уолден приказал дронную атаку, которая убила 82 детей, включая младшего сына Абу Назира. Кэрри кладут под анестезию перед началом ЭСТ. Когда она начинает засыпать, она вспоминает момент, где Броуди кричал имя Иссы во сне. Она теперь понимает, что у Броуди была связь с мёртвым сыном Абу Назира. Однако, мысли проходят, когда она засыпает и доктора начинают ЭСТ, что вызывает припадок у Кэрри.

### Умерли
- Том Уокер: застрелен Николасом Броуди
- Элизабет Гейнс: застрелена Томом Уокером в качестве прелюдии к теракту Броуди

## Производство
Сюжет был придуман исполнительными продюсерами Алексом Гансой и Говардом Гордоном, в то время как телесценарий написали Ганса и соисполнительный продюсер Чип Йоханнссен. Исполнительный продюсер Майкл Куэста стал режиссёром эпизода.
Эпизод был сконструирован так, чтобы у него был тихий первый акт, неистовый второй акт, а затем тихий третий акт. Это нашло отражение в операторской работе — первый и третий акты были сняты с фотокамер, а второй был полностью снят при помощи ручных камер.

## Реакция

### Рейтинги
Во время оригинального показа, эпизод посмотрели 1.71 миллиона зрителя, что сделало его эпизодом «Родины» с самым высоким рейтингом в первом сезоне, на 58% выше премьерного эпизода. Вдобавок, он стал самым высоко-рейтинговым финалом сезона для сериала-новичка на Showtime.

### Рецензии
Финал сезона был высоко оценён критиками. Из 24 отзывов на сайте Metacritic, 23 были положительными, а один был «смешанным». Майкл Хоган из «The Huffington Post» назвал «Морпеха-один» «моментально удовлетворяющим, форвардным эпизодом, тот самый, который решил многие из наших наиболее животрепещущих вопросов, оставляя много места для будущей драмы». Джеймс Понивозик из «TIME» сказал, что это был «туго стянутый и блестяще сыгранный эпизод». Энди Гринуолд из Grantland.com преподнёс его как «захватывающее и опустошительное заключение для того, что было в высшей степени искусным сезоном телевидения».
Оба Дэмиэн Льюис и Клэр Дэйнс получили чрезвычайно высокие оценки за свои выступления в финале. Алан Сепинуолл из HitFix сказал, что Дэмиэн Льюис точно выдвинет этот эпизод на премию «Эмми», и что его игра была «сырой, магнитной, непоколебимой, завораживающей». Морин Райан из «The Huffington Post» посчитала, что двое главных актёра доставили «феерические выступления» и сказала: «Я не думаю, что я когда-либо видела, как кто-то изображает уязвимость и боль, как это делает Клэр Дэйнс; она проецирует глубокую депрессию Кэрри как силовое поле тяжёлого отчаяния».

### Награды
Дэмиэн Льюис выиграл премию «Эмми» за лучшую мужскую роль в драматическом сериале в этом эпизоде на 64-й церемонии премии «Эмми».